# Eccellenza Puglia 1994-1995
Il campionato italiano di calcio di Eccellenza regionale 1994-1995 è stato il quarto organizzato in Italia. Rappresenta il sesto livello del calcio italiano.
Questo è il campionato regionale della regione Puglia.

## Aggiornamenti
- L'Unione Sportiva Pro Italia Galatina è stata ripescata nel Campionato Nazionale Dilettanti 1994-1995.
- La Vis Nardò si è fusa con la Virtus Gallipoli (società di Promozione), dando l'Associazione Calcio Vis Gallipoli, poi partecipante al campionato di Eccellenza pugliese 1994-1995.
- Il Brindisi Calcio, con difficoltà economiche ha ottenuto lo spostamento dal Campionato Naz. Dilettanti all'Eccellenza.

## Squadre partecipanti
| Squadra                 | Città                    |
| ----------------------- | ------------------------ |
| U.S. Bitonto            | Bitonto (BA)             |
| Brindisi Calcio         | Brindisi (BR)            |
| A.S. Castellana         | Castellana Grotte (BA)   |
| S.S. Francavilla Calcio | Francavilla Fontana (BR) |
| N.S.C. Gravina          | Gravina in Puglia (BA)   |
| U.S. Laterza            | Laterza (TA)             |
| U.S. Lucera             | Lucera (FG)              |
| S.S. Manfredonia Calcio | Manfredonia (FG)         |
| A.C. Massafra           | Massafra (TA)            |
| U.S. Monte Sant'Angelo  | Monte Sant'Angelo (FG)   |
| Ostuni Sport            | Ostuni (BR)              |
| A.S. Putignano Calcio   | Putignano (BA)           |
| U.S. Squinzano          | Squinzano (LE)           |
| U.S. Torremaggiore      | Torremaggiore (FG)       |
| Trepuzzi Calcio         | Trepuzzi (LE)            |
| U.S. Tricase            | Tricase (LE)             |
| A.C. Vis Gallipoli      | Gallipoli (LE)           |

## Classifica finale
|  | Pos. | Squadra           | Pt | G  | V  | N  | P  | GF | GS | DR  |
|  | ---- | ----------------- | -- | -- | -- | -- | -- | -- | -- | --- |
|  | 1.   | Massafra          | 49 | 32 | 19 | 11 | 2  | 58 | 15 | +43 |
|  | 2.   | Ostuni            | 49 | 32 | 21 | 7  | 4  | 64 | 20 | +44 |
|  | 3.   | Tricase           | 48 | 32 | 20 | 8  | 4  | 60 | 17 | +43 |
|  | 4.   | Trepuzzi          | 38 | 32 | 14 | 10 | 8  | 34 | 25 | +9  |
|  | 5.   | Castellana        | 38 | 32 | 14 | 10 | 8  | 44 | 32 | +12 |
|  | 6.   | Laterza           | 37 | 32 | 15 | 7  | 10 | 54 | 36 | +18 |
|  | 7.   | Bitonto           | 37 | 32 | 11 | 15 | 6  | 48 | 31 | +17 |
|  | 8.   | Gravina           | 35 | 32 | 12 | 11 | 9  | 50 | 42 | +8  |
|  | 9.   | Putignano         | 34 | 32 | 11 | 12 | 9  | 29 | 23 | +6  |
|  | 10.  | Brindisi          | 30 | 32 | 11 | 8  | 13 | 37 | 40 | -3  |
|  | 11.  | Squinzano         | 28 | 32 | 9  | 10 | 13 | 25 | 44 | -19 |
|  | 12.  | Vis Gallipoli     | 25 | 32 | 9  | 7  | 16 | 32 | 38 | -6  |
|  | 13.  | Torremaggiore     | 25 | 32 | 7  | 11 | 14 | 31 | 48 | -17 |
|  | 14.  | Lucera            | 25 | 32 | 9  | 7  | 16 | 33 | 60 | -27 |
|  | 15.  | Manfredonia       | 24 | 32 | 8  | 8  | 16 | 27 | 39 | -12 |
|  | 16.  | Francavilla       | 13 | 32 | 3  | 7  | 22 | 28 | 84 | -56 |
|  | 17.  | Monte Sant'Angelo | 9  | 32 | 0  | 9  | 23 | 12 | 72 | -60 |

Legenda:
      Promosso nel Campionato Nazionale Dilettanti 1995-1996.
 Ammesso ai Play-Off nazionali.
      Retrocesso in Promozione Puglia 1995-1996.
 Promozione diretta.
 Retrocessione diretta.
Note:
Tre punti a vittoria, uno a pareggio, zero a sconfitta.
Il Massafra è stato promosso in C.N. Dilettanti dopo aver vinto lo spareggio con l'ex aequo Ostuni.
Il Tricase, che non ha vinto i play-off nazionali, è poi stato ripescato in C.N.D..

## Spareggio per il primo posto
|          | Risultato     |        | Luogo e data               |
| -------- | ------------- | ------ | -------------------------- |
| Massafra | 5-4 (0-0 dts) | Ostuni | Grottaglie, 21 maggio 1995 |
|          |               |        |                            |